# Araneus elatatus
Araneus elatatus este o specie de păianjeni din genul Araneus, familia Araneidae. A fost descrisă pentru prima dată de Strand, 1911. Conform Catalogue of Life specia Araneus elatatus nu are subspecii cunoscute.